# Медаль «За сражение при Гренгаме»
«За сражение при Гренгаме» (в других источниках «Медаль на взятие 4 шведских фрегатов при Гренгаме») — медаль, которой награждались участники сражения при Гренгаме произошедшего в ходе Великой Северной войны между Швецией и коалицией северо-европейских государств. Медаль имела надписи: «ПРИЛЕЖАНИЕ И ХРАБРОСТЬ ПРЕВОСХОДИТ СИЛУ» и «1720 ИЮЛЯ ВЪ 27 ДНЯ».
Золотыми медалями награждались штаб-офицеры и обер-офицеры. Медаль носилась на голубой неширокой ленте. Золотая медаль имела размеры 41, 37, 27 мм. Серебряными медалями награждались солдаты, серебряная медаль носилась Андреевской ленте. Серебряная медаль имела размеры 41 мм.

## См.также
- Сражение при Гренгаме